# NGC 4559
NGC 4559 (również PGC 42002 lub UGC 7766) – galaktyka spiralna z poprzeczką (SBc), znajdująca się w gwiazdozbiorze Warkocza Bereniki. Odkrył ją William Herschel 11 kwietnia 1785 roku.
W galaktyce zaobserwowano supernową SN 1941A.

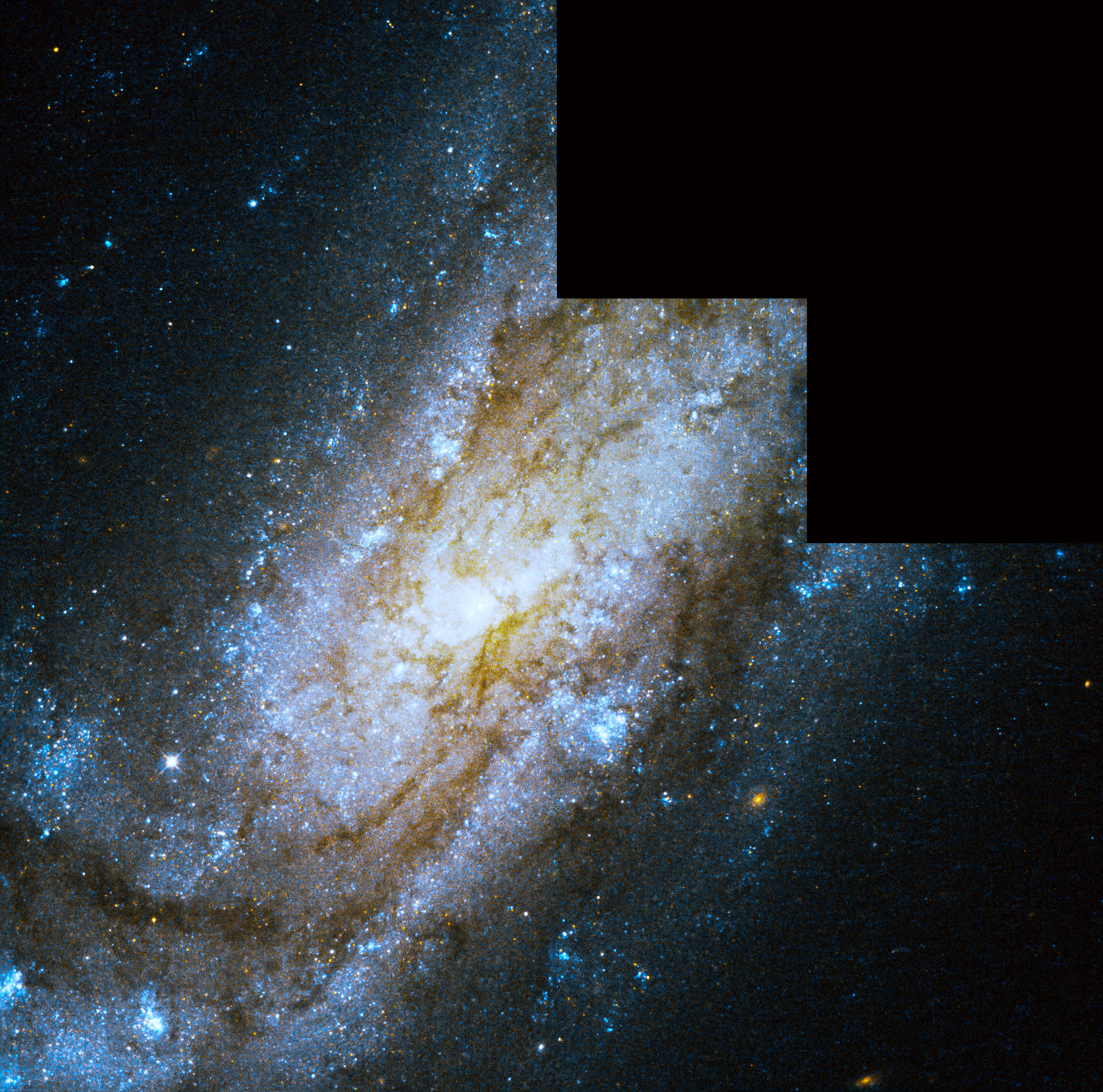
Zbliżenie fragmentu galaktyki (Kosmiczny Teleskop Hubble’a)